# Poecilochroa tikaderi
Poecilochroa tikaderi är en spindelart som beskrevs av Patel 1989. Poecilochroa tikaderi ingår i släktet Poecilochroa och familjen plattbuksspindlar. Inga underarter finns listade i Catalogue of Life.